# Cazideroque
Cazideroque (okzitanisch: gleichlautend) ist eine französische Gemeinde mit 246 Einwohnern (Stand: 1. Januar 2022) im Département Lot-et-Garonne in der Region Nouvelle-Aquitaine (bis 2016: Aquitanien). Sie gehört zum Arrondissement Villeneuve-sur-Lot und zum Kanton Le Fumélois. Die Einwohner werden Cazideroquais genannt.

## Geografie
Die Gemeinde Cazideroque liegt etwa 20 Kilometer östlich von Villeneuve-sur-Lot an der Grenze zum Département Tarn-et-Garonne, die hier vom Fluss Boudouyssou markiert wird. Umgeben wird Cazideroque von den Nachbargemeinden Saint-Georges im Norden, Bourlens im Nordosten und Osten, Tournon-d’Agenais im Osten, Anthé im Südosten und Süden, Valeilles im Süden, Dausse im Südwesten sowie Trémons im Westen.

## Bevölkerungsentwicklung
| Jahr                       | 1962 | 1968 | 1975 | 1982 | 1990 | 1999 | 2006 | 2015 | 2022 |
| -------------------------- | ---- | ---- | ---- | ---- | ---- | ---- | ---- | ---- | ---- |
| Einwohner                  | 295  | 261  | 227  | 223  | 244  | 264  | 247  | 230  | 246  |
| Quellen: Cassini und INSEE |      |      |      |      |      |      |      |      |      |

## Sehenswürdigkeiten
- Kirche Saint-Gilles aus dem 12. Jahrhundert, seit 1957 Monument historique

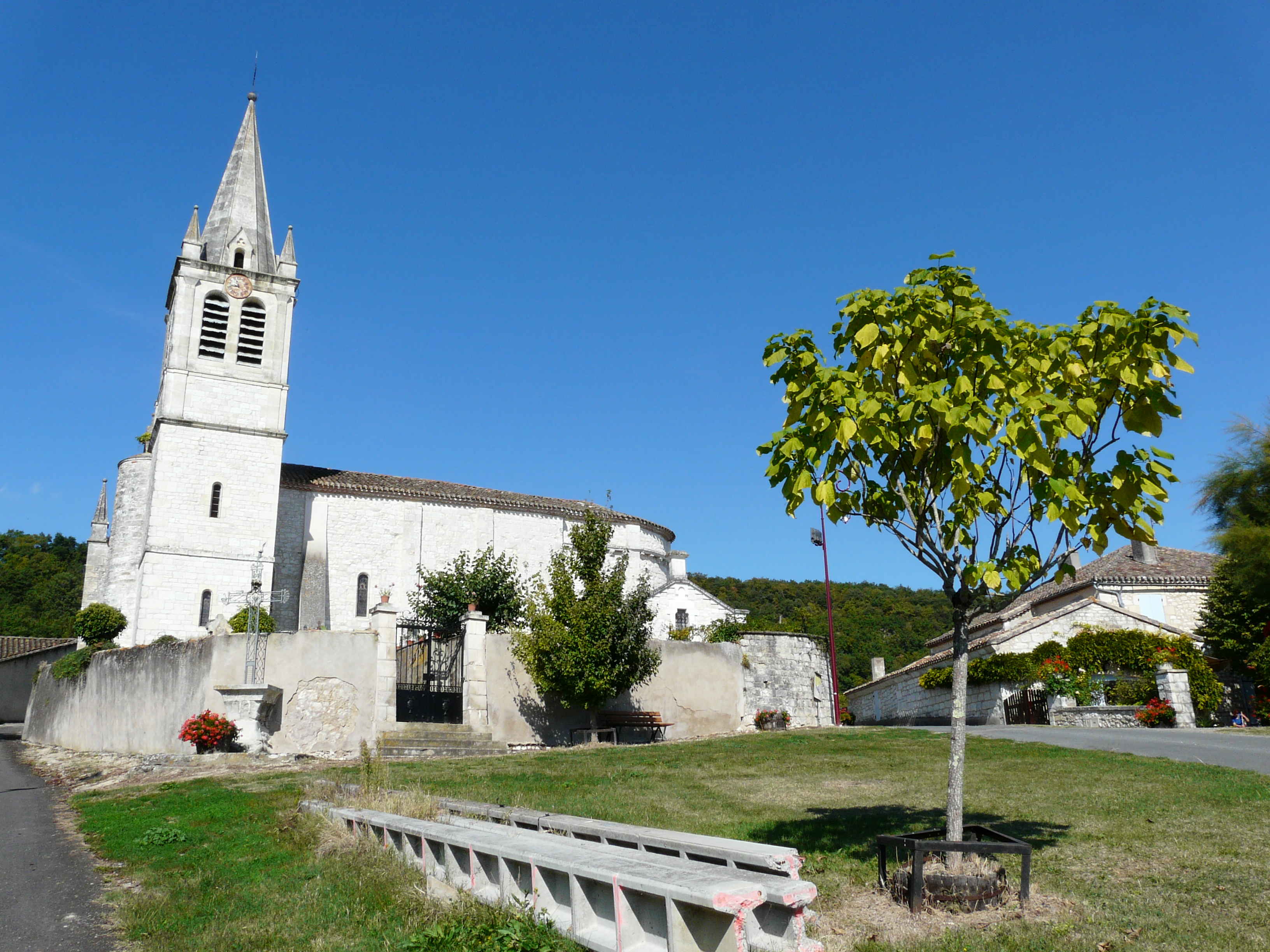
Kirche Saint-Gilles

- Schloss Le Castel